# Гальміц
Гальміц (нім. Galmiz) — колишня громада  в Швейцарії в кантоні Берн, адміністративний округ Берн-Міттельланд. 2022 року ввійшла до складу громади Муртен.

## Географія
Громада розташована на відстані близько 22 км на захід від Берна.
Гальміц має площу 9 км², з яких на 8% дозволяється будівництво (житлове та будівництво доріг), 70,9% використовуються в сільськогосподарських цілях, 18,9% зайнято лісами, 2,2% не є продуктивними (річки, льодовики або гори).

## Демографія
2019 року в громаді мешкало 727 осіб (+19,6% порівняно з 2010 роком), іноземців було 14,7%. Густота населення становила 80 осіб/км².
За віковим діапазоном населення розподілялося таким чином: 20,6% — особи молодші 20 років, 62,9% — особи у віці 20—64 років, 16,5% — особи у віці 65 років та старші. Було 315 помешкань (у середньому 2,3 особи в помешканні).
Із загальної кількості 157 працюючих 89 було зайнятих в первинному секторі, 24 — в обробній промисловості, 44 — в галузі послуг.